# KissAnime
KissAnime là một trang web phát trực tuyến tệp tập trung vào anime, lưu trữ các liên kết và video, cho phép người dùng phát trực tuyến hoặc tải xuống phim và chương trình truyền hình bất hợp pháp miễn phí. Đây là một trang web chị em với một trang web xem manga có liên quan, KissManga. KissAnime được mô tả là "một trong những trang web phát trực tuyến anime lớn nhất thế giới". TorrentFreak báo cáo rằng các trang web có hàng triệu người xem và đã có thời gian, KissAnime là "website vi phạm bản quyền được truy cập nhiều nhất trên thế giới".

## Lịch sử
Trang web, cũng như KissManga, đã ngừng hoạt động vào ngày 14 tháng 8 năm 2020 sau khoảng 8 năm tồn tại (địa chỉ trang miền.com đã được đăng ký vào năm 2012 và một miền.ru gần đây hơn vào năm 2016). Nó đã đóng cửa do bị khiếu nại về bản quyền và mối đe dọa của luật mới, nghiêm ngặt hơn của Nhật Bản về vi phạm bản quyền trực tuyến. Vào năm 2017, trang web này cũng là mục tiêu mà công ty FUNimation ở Mỹ muốn kiện ra tòa. Công ty mô tả hành động của họ là xoáy vào "đối tượng...phổ biến nội dung vi phạm bản quyền trên quy mô lớn vì mục đích lợi nhuận."
Vào năm 2018, trang này đã bị chặn ở Úc.

## Phản ứng
Trang web đã bị nhiều nơi chỉ trích vì vi phạm bản quyền và đôi khi quảng cáo chứa phần mềm độc hại, nhưng nó được ca ngợi vì đã phổ biến anime và manga và cung cấp quyền truy cập vào nội dung không hợp pháp ở một số khu vực, đặc biệt là ở Đông Nam Á và Ấn Độ. Một nhà bình luận lưu ý rằng "người hâm mộ rất tức giận" vì "ở nhiều quốc gia, họ thực sự không có nơi nào để truy cập" đối với loại nội dung được lưu trữ trên trang web. Một số khác thì mô tả sự đóng cửa này vừa là "một cuộc tấn công lớn đối với vi phạm bản quyền truyền thông [và] một đòn giáng vào lịch sử anime", lưu ý rằng trang web cũng là một kho lưu trữ các tựa anime hiếm, chẳng hạn như OVA Battle Angel phát sóng vào năm 1993. Nhiều tác phẩm có thể bị coi là thất lạc vì chúng không được phân phối hợp pháp ở nhiều quốc gia, mà trong một số trường hợp, chỉ có phát hành dưới dạng vật lý. Những sản phẩm vật lý này có thể bị xuống cấp theo thời gian và không được phát trực tuyến hợp pháp ở bất kỳ đâu trên thế giới. Việc đóng cửa trang web đã dẫn đến việc sáng tạo ra một số meme trên Internet.  Trang web chính, KissAnime.ru đóng cửa vào ngày 14 tháng 8 năm 2020. Mặc dù trang web chính đã đóng cửa nhưng nhiều trang web nhái theo vẫn còn tồn tại.